# Mugur Ciuvică
Mugur Cristian Ciuvică (n. 7 iulie 1960, București, România) este un fost consilier prezidențial al președintelui Emil Constantinescu.
Din aprilie 2005 este președintele asociației Grupul de Investigații Politice (GIP), asociație care are ca obiectiv analizarea și anchetarea oamenilor politici, precum și a instituțiilor publice.

### Activitate profesională
A absolvit Colegiul Național „Sfântul Sava” din București și Universitatea de Medicină și Farmacie din București-Facultatea de Pediatrie.
Între 1990 și 1996 a fost asociat în două firme private.
Între 1996 și 2000 a fost consilier de stat la Președinția României, directorul de cabinet al Președintelui României și Secretar General al Președinției.
Între 2001 și 2004, Mugur Ciuvică a fost directorul executiv al Asociației pentru Educație Cetățenească (ASPEC).
Mugur Ciuvică a fost, din 1991 până în 2003, membru al Organizației Muncitorești a PNȚCD.
Din 2003 până în februarie 2005, a fost purtătorul de cuvânt al Acțiunii Populare.

### Viața publică
Mugur Ciuvică a fost implicat în mai multe scandaluri politice, unul din cele mai răsunătoare fiind publicarea Raportului „Armagedon” în urma căreia a fost arestat pentru puțin timp. Mai multe ONG-uri și instituții din România și internaționale s-au sesizat la aflarea acestui scandal, printre care APADOR-CH  au protestat public și au acuzat Parchetul și Poliția de practicare unor metode ilegale de anchetă și de intimidare a cetățenilor.
Este invitat în mod regulat în emisiunea lui Mihai Gâdea, „Sinteza zilei” și alte emisiuni difuzate pe postul de televiziune Antena 3.

## Scrieri
- Zece ani răi, Editura RAO, 2015 (despre războiul de zece ani care a avut loc între Traian Băsescu și Dan Voiculescu, despre sistemul creat de fostul președinte al României.[3])